# Lista de obras de Norman Foster
Esta é uma lista de obras do arquiteto britânico Sir Norman Foster (1935 - ). Foster estabeleceu uma carreira prolífica que se estende por mais de quatro décadas. Recebeu o Pritzker, prêmio máximo da arquitetura, em 1999.

## Obras concluídas
| Obra                                 | Obra                                                         | Cidade/Região      | País           | Período de construção |
| ------------------------------------ | ------------------------------------------------------------ | ------------------ | -------------- | --------------------- |
|                                      | Estaleiro da Fred. Olsen & Co.                               | Docklands, Londres | Reino Unido    | 1969 – 1971           |
|                                      | Sede da IBM                                                  | Portsmouth         | Reino Unido    | 1970 – 1971           |
|                                      | Willis Building                                              | Ipswich            | Reino Unido    | 1971 – 1975           |
|                                      | Beanhill Housing Estate                                      | Milton Keynes      | Reino Unido    | 1973 – 1977           |
|                                      | Centro de Artes Visuais de Sainsbury                         | Norwich            | Reino Unido    | 1974 – 1978           |
|                                      | Torre HSBC                                                   | Hong Kong          | Hong Kong      | 1979 – 1984           |
|                                      | Centro Renault de Distribuição                               | Swindon            | Reino Unido    | 1980 – 1982           |
|                                      | Terminal do Aeroporto de Londres Stansted                    | Londres            | Reino Unido    | 1981 – 1991           |
|                                      | Metro de Bilbao                                              | Bilbao             | Espanha        | 1988 – 1995           |
|                                      | Torre de Collserola                                          | Barcelona          | Espanha        | 1992                  |
| Ficheiro:CarrédArt.JPG               | Carré d'Art                                                  | Nîmes              | França         | 1984 – 1993           |
|                                      | Biblioteca Kings Norton                                      | Bedfordshire       | Reino Unido    | 1993                  |
|                                      | Lycée Albert Camus                                           | Fréjus             | França         | 1993                  |
|                                      | Museu de Arte Joslyn                                         | Omaha              | Estados Unidos | 1994                  |
|                                      | Escola de Direito de Cambridge                               | Cambridge          | Reino Unido    | 1995                  |
|                                      | Auditório Clyde                                              | Glasgow            | Reino Unido    | 1995 – 1997           |
|                                      | American Air Museum                                          | Duxford            | Reino Unido    | 1995 – 1997           |
|                                      | National Sea Life Centre                                     | Birmingham         | Reino Unido    | 1996                  |
|                                      | Commerzbank Tower                                            | Frankfurt          | Alemanha       | 1991 – 1997           |
|                                      | Aeroporto Internacional de Hong Kong                         | Chek Lap Kok       | Hong Kong      | 1992 – 1998           |
|                                      | Palácio de Congresso de Valencia                             | Valência           | Espanha        | 1993 – 1998           |
|                                      | Centro de Multimídia de Rotherbaum                           | Hamburgo           | Alemanha       | 1995 – 1999           |
|                                      | Renovação da Grande Corte do Museu Britânico                 | Londres            | Reino Unido    | 1999                  |
|                                      | Divisão de Ciências Sociais de Oxford                        | Oxford             | Reino Unido    | 1999                  |
|                                      | Renovação do Reichstag                                       | Berlim             | Alemanha       | 1999                  |
|                                      | Prefeitura de Londres                                        | Londres            | Reino Unido    | 2000                  |
|                                      | Millennium Bridge                                            | Londres            | Reino Unido    | 1996 – 2000           |
|                                      | Centro de Pesquisas de Ciências Clínicas                     | Palo Alto          | Estados Unidos | 2000                  |
|                                      | Estação Expo MRT                                             | Singapura          | Singapura      | 2001                  |
|                                      | Al Faisaliyah Center                                         | Riade              | Arábia Saudita | 2001                  |
|                                      | Estação de metrô de La Poterie                               | Rennes             | França         | 2001                  |
|                                      | Sede da Sainsbury's                                          | Londres            | Reino Unido    | 2001                  |
|                                      | Biblioteca de Ciência Política e Econômica                   | Londres            | Reino Unido    | 1999 – 2001           |
|                                      | 8 Canada Square                                              | Londres            | Reino Unido    | 2002                  |
|                                      | Metropolitan                                                 | Varsóvia           | Polónia        | 1997 – 2003           |
|                                      | Clark Center                                                 | Palo Alto          | Estados Unidos | 2003                  |
|                                      | Universiti Teknologi Petronas                                | Perak Tenga        | Malásia        | 2003                  |
|                                      | Capital City Academy                                         | Londres            | Reino Unido    | 2003                  |
|                                      | 30 St Mary Axe                                               | Londres            | Reino Unido    | 1997 – 2004           |
|                                      | The Sage Gateshead                                           | Gateshead          | Reino Unido    | 2004                  |
|                                      | Moor House                                                   | Londres            | Reino Unido    | 2004                  |
|                                      | Centro de Tecnologia McLaren                                 | Woking             | Reino Unido    | 2004                  |
|                                      | Tanaka Business School                                       | Londres            | Reino Unido    | 2004                  |
|                                      | Viaduto de Millau                                            | Millau             | França         | 2001 – 2004           |
|                                      | Suprema Corte de Singapura                                   | Singapura          | Singapura      | 2005                  |
|                                      | Ponte Årsta                                                  | Estocolmo          | Suécia         | 2005                  |
|                                      | National Police Memorial                                     | Londres            | Reino Unido    | 2005                  |
|                                      | Biblioteca Filológica                                        | Berlim             | Alemanha       | 2005                  |
|                                      | Deutsche Bank Place                                          | Sydney             | Austrália      | 2005                  |
|                                      | Restauração da Estação Central de Dresden                    | Dresden            | Alemanha       | 2002 – 2006           |
|                                      | Hearst Tower                                                 | Nova Iorque        | Estados Unidos | 2006                  |
|                                      | Edifício Leslie L. Dan                                       | Toronto            | Canadá         | 2006                  |
| Ficheiro:Astana pyramid at night.jpg | Palácio da Paz e Reconciliação                               | Astana             | Cazaquistão    | 2006                  |
|                                      | Estádio de Wembley                                           | Londres            | Reino Unido    | 2002 – 2007           |
|                                      | Willis Building                                              | Londres            | Reino Unido    | 2004 – 2007           |
|                                      | Academia Thomas Deacon                                       | Peterborough       | Reino Unido    | 2005 – 2007           |
|                                      | Corte Kogod na National Portrait Gallery                     | Washington, D.C.   | Estados Unidos | 2004 – 2007           |
|                                      | Terminal 3 do Aeroporto Internacional de Pequim              | Pequim             | China          | 2007                  |
|                                      | Biblioteca John Spoor Broome                                 | Camarillo          | Estados Unidos | 2006 – 2008           |
|                                      | New Elephant House Zoológico de Copenhague                   | Copenhague         | Dinamarca      | 2007 – 2008           |
|                                      | Torre Caja Madrid                                            | Madrid             | Espanha        | 2004 – 2008           |
|                                      | Pavilhão de Arte das Américas Museu de Belas Artes de Boston | Boston             | Estados Unidos | 2010                  |
|                                      | Sede do Governo de Buenos Aires                              | Buenos Aires       | Argentina      | 2010                  |
|                                      | Estação TAV                                                  | Florença           | Itália         | 2003 – 2010           |
|                                      | Khan Shatyr Entertainment Center                             | Astana             | Cazaquistão    | 2010                  |
|                                      | Jameson House                                                | Vancouver          | Canadá         | 2004 – 2011           |
|                                      | The Troika                                                   | Kuala Lumpur       | Malásia        | 2004 – 2011           |
|                                      | The Bow                                                      | Calgary            | Canadá         | 2007 – 2011           |
|                                      | Lenbachhaus                                                  | Munique            | Alemanha       | 2002 – 2013           |
|                                      | The SSE Hydro                                                | Glasgow            | Reino Unido    | 2005 – 2013           |
|                                      | Yacht Club de Monaco                                         | Monte-Carlo        | Mónaco         | 2014                  |